# Ricinocarpos velutinus
Ricinocarpos velutinus är en törelväxtart som beskrevs av Ferdinand von Mueller. Ricinocarpos velutinus ingår i släktet Ricinocarpos och familjen törelväxter. Inga underarter finns listade i Catalogue of Life.